# 根特 (纽约州)
根特（英語：Ghent）是位于美国纽约州哥伦比亚县的一个镇，地处哥伦比亚县中部、哈德逊东北。2010年美国人口普查时，该镇有5402人。根特镇建于1818年，其名称源于比利时弗拉芒大区的根特市。